# Рутки (Підляське воєводство)
Руткі (пол. Rutki) — село в Польщі, у гміні Візна Ломжинського повіту Підляського воєводства.
Населення — 145 осіб (2011).
У 1975-1998 роках село належало до Ломжинського воєводства.

## Демографія
Демографічна структура станом на 31 березня 2011 року:
|          | Загалом | Допрацездатний вік | Працездатний вік | Постпрацездатний вік |
| -------- | ------- | ------------------ | ---------------- | -------------------- |
| Чоловіки | 70      | 22                 | 37               | 11                   |
| Жінки    | 75      | 13                 | 41               | 21                   |
| Разом    | 145     | 35                 | 78               | 32                   |